# Panesthia heurni
Panesthia heurni är en kackerlacksart som beskrevs av Roth, L. M. 1979. Panesthia heurni ingår i släktet Panesthia och familjen jättekackerlackor.
Artens utbredningsområde är Papua Nya Guinea. Inga underarter finns listade i Catalogue of Life.